# Javier García Sánchez (baloncestista)
Javier García Sánchez (Zaragoza, 6 de abril de 2001) es un jugador de baloncesto español, que ocupa la posición de base. Actualmente milita en el Club Melilla Baloncesto de la Segunda FEB española.

## Biografía
Javier Garcia es un base formado en las categorías inferiores del CAI Zaragoza, con el que disputaría innumerables torneos y campeonatos, como el de L´Hospitalet, Íscar o Campeonatos de España con su propio club y la selección zaragozana.
Durante el verano de 2019 logró, junto con Usman Garuba y Santi Aldama, conquistar el Europeo U18M. Su segunda internacionalidad tras en 2017 disputar el Europeo U16M. Javi García sería el timón de una selección campeona de Europa, siendo uno de los mejores bases de la competición promediando 8.4 puntos, 1.6 rebotes y 5.9 asistencias por encuentro.
El 29 de septiembre de 2019, hace su debut en Liga ACB con el Casademont Zaragoza en un encuentro frente a Monbus Obradoiro, en el que anotaría 6 puntos en la victoria del conjunto maño por 96 a 64.
Durante la temporada 2018-19, formaría parte del primer equipo del Casademont Zaragoza y disputaría la Liga EBA con Basket Zaragoza 2002 SAD.
El 10 de diciembre de 2021 firma por el Club Baloncesto Peñas Huesca de la Liga LEB Oro en calidad de cedido por Casademont Zaragoza.
El 2 de febrero de 2023, firma por el Grupo Alega Cantabria de la Liga LEB Oro, cedido al Casademont Zaragoza, donde disputó un total de 13 encuentros promediando 16,5 minutos por partido en los que anotó seis puntos, capturó 1,5 rebotes y dio 1,7 asistencias.
El 26 de octubre de 2023, firma por el CB Bahía San Agustín de la Liga LEB Plata, la tercera división del baloncesto en España.
El 9 de abril de 2024, firma por el CD Huelva Baloncesto de la Liga LEB Plata para reforzar al conjunto andaluz en los play-offs por el ascenso.
El 8 de julio de 2024, firma por el Club Melilla Baloncesto de la Segunda FEB española.